# Attila Sallustro
Attila Sallustro   (Asunción, 15 de desembre de 1908 - Roma, 28 de maig de 1983), conegut com a Sallustro I, fou un futbolista Italo-paraguaià de la dècada de 1930.
Nascut al Paraguai de pares italians, de jove es traslladà a Nàpols. La major part de la seva carrera la passà al S.S.C. Napoli, on també hi fou entrenador. Fou dos partits internacional amb Itàlia.
El seu germà menor Oreste Sallustro (anomenat Sallustro II) també fou futbolista.